# Pendleton (Automarke)
Pendleton war eine US-amerikanische Automarke. Alternativ wurden die Fahrzeuge auch Trumbull genannt.

## Markengeschichte
Die Trumbull Manufacturing Company mit Sitz in Warren in Ohio war im Maschinenbau tätig. Als leitende Person wird William C. Pendleton genannt. 1899 entstand das erste Automobil. Der Markenname lautete sowohl Pendleton als auch Trumbull. 1905 endete die Produktion. Insgesamt entstanden sieben Fahrzeuge. Das Unternehmen war als Warren Tool Corporation noch im 21. Jahrhundert aktiv.

## Fahrzeuge
Das erste Fahrzeug von 1899 hatte einen Einzylindermotor, der unter dem Sitz montiert war. Gelenkt wurde mit einem Lenkhebel.
1901 folgte ein Dampfwagen.
1902 wurde erneut ein Fahrzeug mit einem Ottomotor hergestellt. Auffallend waren der Kühlergrill und die Ledersitze.
Für 1905 sind zwei Modelle überliefert. Eines war als Canopy Top Touring Car bezeichnet, war also ein Tourenwagen mit Verdeck. Bemerkenswert war das klappbare Lenkrad. Daneben gab es ein Modell mit einem Vierzylindermotor. Der 28/42 HP wurde als Double Side-Entrance Tonneau bezeichnet, also ein Tonneau mit seitlichem Zustieg.